# Antímano (metro de Caracas)
Antímano es una de las estaciones de la Línea 2 del Metro de Caracas.